# ビルケント交響楽団
ビルケント交響楽団（トルコ語: Bilkent Senfoni Orkestrası；英語: Bilkent Symphony Orchestra, BSO）はトルコのオーケストラ。1993年に設立された。トルコの首都アンカラのビルケントを拠点とする。

## 概要
ビルケント大学音楽芸術学部のプロジェクトとして1993年に設立される。音楽芸術学部の教授など60人ほどの奏者が所属する。大学院で学ぶ演奏者が公演に参加することもある。年に50回ほどの公演を行っている。このような経緯や特徴から、公式サイトでは「トルコで初めての国際的・教育的・芸術的な私設のオーケストラ」としている。これまでに自主レーベルのほか、EMIやNAXOSなどにおいて40以上の録音を行っているなど、積極的に活動している。ビルケント・コンサートホールでの公演のほか、ビルケント劇場での公演、トルコ人作曲家週間、ビルケント・アナトリア国際音楽祭などで活動し、公演数は年に50回を超える。演奏旅行も度々行い、2004年には来日公演を行っている。

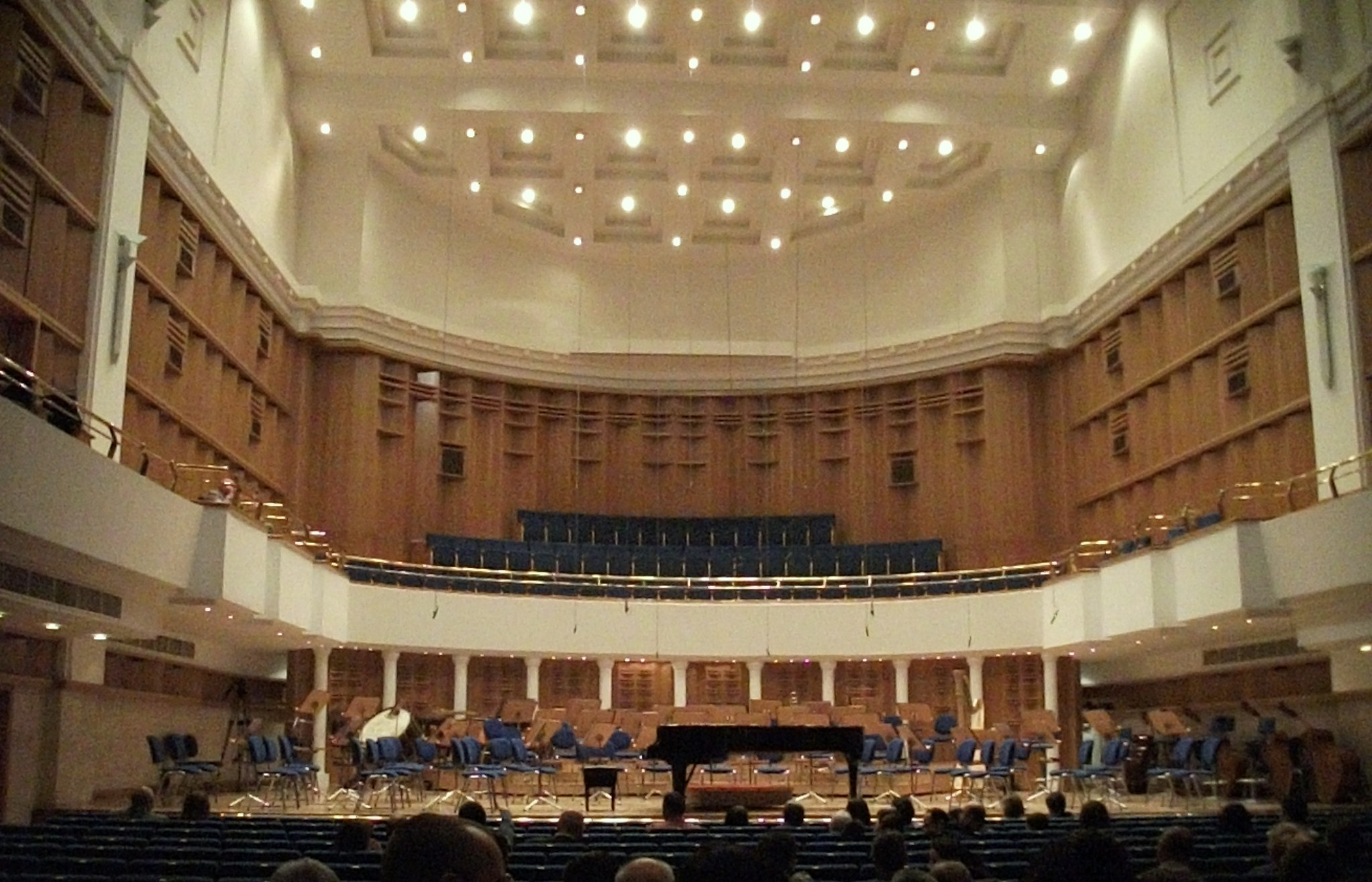
本拠地のビルケント・コンサートホール

ビルケント交響楽団はユニセフ親善大使に認定されており、録音の収益から、ユニセフへの活動への支援や、1999年のイズミット地震やパキスタン地震の被災者の支援のために寄付を行った。Andante Music Magazineは2011年にビルケント交響楽団を「トルコ最高のオーケストラ」と表彰した。

### アフメト・アドナン・サイグンとの関係
トルコの作曲家・音楽学者のアフメト・アドナン・サイグンはビルケント大学の音楽芸術学部の設立を進めた一人であり、ビルケント大学には彼の机やピアノが保存されている。ビルケント交響楽団はピアノ協奏曲、チェロ協奏曲、ヴィオラ協奏曲、交響曲などサイグンの作品の録音を積極的に行っている。

アフメト・アドナン・サイグン（1988年）